# Acrofonia
L'acrofonia (dal greco ἄκρος [ākros] , alto, in cima e φωνή [fonē] , suono) è la legge fonetica in base alla quale, nel tempo, un ideogramma ha perso il suo significato originario e ne ha acquistato il suono iniziale. Ad esempio, l'ideogramma aleph ha perso nel tempo il significato di bue e ne ha acquistato il suono iniziale rappresentabile dalla lettera A degli alfabeti greco e latino.